# Антон Диффринг
Антон Диффринг (нем. Anton Diffring; 19 октября 1916 или 20 октября 1916, Кобленц — 20 мая 1989 или 19 мая 1989, Шатонёф-Грас) — немецкий характерный актёр кино и телевидения. Амплуа — немецкие офицеры и аристократы.

## Биография
Альфред Поллак (настоящее имя актёра) родился 20 октября 1918 (или 1916) года в немецком городе Кобленц. Его отец, Соломон Поллак, был евреем и владел магазином. Соломону удалось не попасть под репрессии нацистов и благополучно пережить войну. Мать Альфреда звали Берта, и она была христианкой. Младшая сестра — Жаклин (1920 — ?). Накануне Второй мировой войны она эмигрировала в Великобританию, где стала весьма успешным скульптором.
Альфред изучал актёрское мастерство в Берлине и Вене, но не окончил образование, так как покинул Германию незадолго до начала Второй мировой войны. По наиболее вероятной версии, Диффринг уехал из Германии в 1936 году, чтобы избежать преследования со стороны нацистских властей за свою гомосексуальность — об этом говорится в аудиокомментарии к серии «Серебряная Немезида» (1988) сериала «Доктор Кто». По менее вероятной версии, Диффринг покинул родину в 1939 году, уехав в Канаду, где в 1940 году был интернирован. Последняя версия кажется сомнительной, так как в том же 1940 году Диффринг уже сыграл свою первую роль (без указания в титрах) в кино — это был фильм «Конвой», снятый британской киностудией Ealing Studios.
Кроме «Конвоя», Диффринг в том же 1940 году снялся в другой британской киноленте — «Нейтральный порт» (также без указания в титрах), и на этом в его едва начавшейся кинокарьере наступил десятилетний перерыв. Затем, с 1950 года и почти до конца жизни Диффринг снимался регулярно, за 38 лет (1950—1988) он появился в 136 фильмах и сериалах, преимущественно производства Великобритании, хотя в его копилке есть фильмы производства ФРГ, США, Франции, Чехословакии, Югославии, Австрии, Италии, Швейцарии и других стран.
Антон Диффринг скончался 20 мая (согласно надгробию — 19 мая) 1989 года в своём доме в городке Шатонёф-Грас на юго-востоке Франции. Официальных заявлений о причине смерти не было. Биограф ресурса Find a Grave Сьюзан Эдвардс заявляет, что актёр скончался от рака, а актёр Артур Браусс придерживается мнения, что причиной смерти его коллеги стал СПИД.

## Избранная фильмография

### Широкий экран
- 1940 — Конвой[англ.] / Convoy — офицер U-boat (в титрах не указан)
- 1950 — Национальная тайна[англ.] / State Secret — полицейский офицер в театре
- 1950 — Крайне опасно[англ.] / Highly Dangerous — офицер на станции (в титрах не указан)
- 1951 — Отель «Сахара»[англ.] / Hotel Sahara — немецкий солдат (в титрах не указан)
- 1951 — Встреча с Венерой[англ.] / Appointment with Venus — немецкий солдат
- 1952 — Женская точка зрения[англ.] / The Woman’s Angle — крестьянин
- 1953 — Не отпускай меня[англ.] / Never Let Me Go — гостиничный клерк (в титрах не указан)
- 1953 — Красный берет[англ.] / The Red Beret — «Поляк» Полески
- 1953 — Альберт, Королевский военный моряк[англ.] / Albert R.N. — гауптман Шульц
- 1954 — Преданные[англ.] / Betrayed — капитан фон Стангер
- 1954 — Море не примет их[англ.] / The Sea Shall Not Have Them — немецкий пилот
- 1955 — Кольдиц[англ.] / The Colditz Story — гауптман Фишер
- 1955 — Я есть фотоаппарат[англ.] / I Am a Camera — Фриц Вендель
- 1956 — Чёрный платок[англ.] / The Black Tent — старший офицер-фашист
- 1956 — Достичь небес / Reach for the Sky — штабсфельдфебель (в титрах не указан)
- 1957 — Предатель[англ.] / The Traitor — Йозеф Брезина
- 1959 — Человек, обманувший смерть / The Man Who Could Cheat Death — доктор Жорж Бонье
- 1960 — Цирк ужасов / Circus of Horrors — доктор Росситер, он же доктор Шулер, пластический хирург
- 1964 — Миссия мистера Додда[нем.] / Vorsicht Mister Dodd — Говард
- 1964 — Лана — королева амазонок[нем.] / Lana — Königin der Amazonen — профессор Ван Врайс
- 1965 — Операция «Арбалет» / Operation Crossbow — немецкий солдат (в титрах не указан)
- 1965 — ? / Schüsse im 3/4 Takt — бюргер
- 1965 — Герои Телемарка[англ.] / The Heroes of Telemark — майор Фрик
- 1966 — Голубой Макс / The Blue Max — майор Холбах
- 1966 — 451 градус по Фаренгейту / Fahrenheit 451 — Фабиан
- 1967 — Контрапункт[англ.] / Counterpoint — полковник Арндт
- 1968 — Куда не долетают и орлы / Where Eagles Dare — полковник Крамер
- 1969 — Михаэль Кольхаас — бунтарь[нем.] / Michael Kohlhaas — der Rebell — курфюрст Иоганн Фридрих Великодушный
- 1971 — Цеппелин[англ.] / Zeppelin — полковник Хирш
- 1971 — Игуана с огненным языком / L’iguana dalla lingua di fuoco — посол Собески
- 1972 — День, когда клоун плакал / The Day the Clown Cried — капитан Курт Рункель[6]
- 1973 — Печать Дьявола 2 / Hexen — geschändet und zu Tode gequält — Бальтазар фон Росс, председатель суда над ведьмами
- 1973 — Смерть отображается в кошачьих глазах[итал.] / La morte negli occhi del gatto — доктор Франц
- 1973 — Сутьеска / Sutjeska — генералоберст Александер Лёр
- 1973 — Крупный калибр / Tony Arzenta (Big Guns) — Ганс Грюнвальд (в титрах не указан)
- 1974 — Разрушитель[англ.] / Shatter — Ганс Лебер
- 1974 — Животное должно умереть[англ.] / The Beast Must Die — Павел
- 1974 — Ответ знает только ветер / Die Antwort kennt nur der Wind — Джон Килвуд
- 1975 — Операция «Рассвет»[англ.] / Operation Daybreak — Рейнхард Гейдрих
- 1976 — Надёжно, как в швейцарском банке[англ.] / The Swiss Conspiracy — Франц Беннингер
- 1976 — Просчёт лейтенанта Слейда[нем.] / Potato Fritz — лейтенант Слейд
- 1977 — Ванесса[нем.] / Vanessa — майор Кеннет Купер
- 1977 — Любовные письма португальской монахини / Liebesbriefe einer portugiesischen Nonne — старый священник
- 1977 — Валентино / Valentino — барон Лонг
- 1977 — Обвинитель[фр.] / L’Imprécateur — Ронсон
- 1977 — Индейцы ещё далеко[фр.] / Les Indiens sont encore loin — учитель немецкого языка
- 1978 — Единорог[нем.] / Das Einhorn — Бломих
- 1980 — Бивень / Tusk — Джон Моррисон
- 1981 — Бегство к победе / Escape to Victory — комментатор футбольного матча
- 1983 — ? / Der Schnüffler — полковник Хендерсон
- 1983 — Убийство в Сан-Сальвадоре[фр.] / SAS à San Salvador — Питер Рейнолдс
- 1985 — Мэри Уорд: Между виселицей и славой[нем.] / Marie Ward — Zwischen Galgen und Glorie — кардинал Миллини
- 1986 — Рихард и Козима[фр.] / Richard et Cosima / Wahnfried[7] — Ференц Лист
- 1986 — Лето самурая[нем.] / Der Sommer des Samurai — Винтрих
- 1987 — Хищники ночи[фр.] / Les Prédateurs de la nuit (Los depredadores de la noche) — доктор Мозер
- 1988 — Анна / Anna — Der Film — Жорж Мамулье

### Телевидение
- 1956, 1958, 1959 — Театр в кресле[англ.] / Armchair Theatre — разные роли (в 3 эпизодах)
- 1958 — Истории Франкенштейна[англ.] / Tales of Frankenstein — барон Франкенштейн
- 1959 — Человек-невидимка[англ.] / The Invisible Man — комиссар Гунци (в 1 эпизоде)
- 1961 — Шаг за грань[англ.] / Alcoa Presents: One Step Beyond — Вильгельм Гесслер (в 1 эпизоде)
- 1963 — Тайны с Эдгаром Уоллесом[англ.] / Edgar Wallace Mysteries — доктор Эрик Лейхнер (в эпизоде «Полуночное происшествие[англ.]»)
- 1966 — Диксон из Док-Грин[англ.] / Dixon of Dock Green — Чарльз Мейсон (в 1 эпизоде)
- 1973 — Место преступления / Tatort — Менсур (в 1 эпизоде)
- 1978 — Плутоний[нем.] / Plutonium — директор Арнольд
- 1979 — Фламбардс[англ.] / Flambards — мистер Дермот (в 5 эпизодах)
- 1980 — Старый Лис[нем.] / Der Alte — Лео Стеглиц (в 1 эпизоде)
- 1981, 1984, 1987 — Деррик / Derrick — разные роли (в 3 эпизодах)
- 1983 — Ветра войны[англ.] / The Winds of War — Иоахим фон Риббентроп (в 4 эпизодах)
- 1984 — Маски смерти[англ.] / The Masks of Death — граф Удо фон Фелсек
- 1988 — Доктор Кто / Doctor Who — фашист Де Флорес (в серии «Серебряная Немезида» — 3 эпизода)